# Драгица Правица
Драгица Правица (Бијелач, код Требиња, 28. октобар 1919 — Угарци, код Требиња, 27. јун 1942) била је револуционарка, учесница Народноослободилачке борбе и народни херој Југославије.
Као ученица гимназије у Дубровнику постала је члан илегалног Савеза комунистичке омладине, а од 1938. је била члан Среског комитета КПЈ за Требиње. Политички је деловала је међу ученицима и омладином требињских села. За време студија на Филозофском факултету у Београду припадала је револуционарном студентском покрету и активно радила у студентским удружењима. Члан илегалне Комунистичке партије је постала 1940. године.
Након окупације Југославије, 1941. се вратила у родни крај и била један од организатора устанка у јужној Херцеговини. Током 1941. и прве половине 1942. године налазила се на разним одговорним партијским функцијама — била је члан и секретара Среског комитета КПЈ за Требиње, секретар Среског и Окружног комитета СКОЈ, члан Окружног комитета СКОЈ за Херцеговину и секретара Окружног комитета КПЈ за источну Херцеговину.
За време Треће непријатељске офанзиве, јуна 1942. године су је заробили четници и предали Италијанима. Током истраге у затвору у Дубровнику, била је тешко мучена, али пошто није ништа открила враћена је четницима, који су у затвору Љубомир, код Требиња, наставили са мучењима. Стрељана је заједно са братом Радетом и Стевом Братићем 27. јуна 1942. године. За народног хероја је проглашена међу првим борцима НОВ и ПО Југославије, 8. јуна 1945. године.

## Биографија
Рођена је 28. октобра 1919. године у селу Бијелач, код Требиња. Њени родитељи отац Ристо и мајка Милица имали су осморо деце — сина Радослава званог Раде и седам ћерки, од којих је најмлађа била Драгица звана Драга. У Бијелачу је у међуратном периоду живело 11 породица и све су се презивале Правица. Породица Ристе Правице је сматрана за угледну и имућну. Иако он није био превише богат, за услове сиромашне јужне Херцеговине, сматран је имућним сељаком јер је имао неколико парцела у Требињском пољу, које су давале добре приносе. Ристо је имао свега два разреда основне школе, што за људе из његовог времена није било мало, а касније је самостално радио на свом образовању. Куповао је новине и часописе, али и књиге које је читао и давао другим сељацима на читање. Ово му је донело углед међу сељацима и надимак Конзул, јер су му се сељаци често, као правичном човеку, обраћали за савете или помоћ приликом поделе очевине или решавања разних спорова.

### Школовање
Основну школу је похађала од 1927. до 1931. године у манастиру Дужи, у близини Требиња, пошто њено и околна села нису имали школу. Тих година, на иницијативу њеног оца Ристе покренута је иницијатива за изградњу основне школе у селу Дужи. Након завршетка основне школе, Драгица је отишла у Дубровник где је уписала гимназију. Пошто су се на школовању тада налазили брат Раде и старија сестра Зорка, њен отац није имао средстава да и њу школује, па је становала код сестре Данице и њеног супруга Милана. Током гимназијских дана је много читала, а како би поправила свој материјални положај давала је приватне часове другим ученицима из богатијих кућа. Драгица се доста угледала на свог старијег брата Раду, кога је неизмерно волела, па се под његовим утицајем прикључила омладинском револуционарном покрету и 1937. године постала члан тада илегалног Савеза комунистичке омладине Југославије (СКОЈ). Раде је студирао у Београду и још раније се повезао са комунистима и 1935. постао члан КП Југославије, а одржавао је и везу са црногорским револуционарем Савом Ковачевићем.

Након пријема у комунистичку омладину, Драгица се активно посветила партијском раду. Деловала је како међу ученицима гимназије, тако и међу сезонским радницима у градској луци, који су углавном долазили из Требиња и његове околине. Пошто је последњу годину школовања провела код сестре Зорке на Лападу, често је у дворишту куће у којој је становала окупљала омладинце и са њима дискутовала о борби против фашизма, Совјетском Савезу и другим тада актуелним питањима. У време парламентарних избора, крајем 1938. године њен брат Раде је дошао из Београда и по требињским селима вршио агитацију за опозициону листу. Драгица је активно деловала у партијској организацији Дубровника, која се због малобројности, ослањала на партијску организацију у Требињу, која је била знатно масовнија и јача. Од 1938. године је била члан Месног комитета КПЈ за Требиње, у коме је била задужена за рад са омладином. Обилазила је села и окупљала младе којима је причала о комунизму и Совјетском Савезу. Овај комитет је 1940. године, у договору са револуционарима Миром Попаром и Савом Ковачевићем, прерастао у Срески комитет КПЈ за Требиње, у коме је Драгица била задужена за рад са женском омладином. Поред Драгице, у Среском комитету су деловали — Заим Хаџић, Асим Зупчевић, Владо Шегрт, Мићо Алексић и Иво Вучковић.

### На студијама у Београду
У јесен 1939. године Драгица је дошла на студије у Београд. Желела је да студира филозофију, али како би лакше одржавала везу са родним крајем и учествовала у партијско-револуционарном раду, уписала се на одсек биологије Филозофског факултета. Пошто јој је отац умро те године, а сестре већ раније поудавале, мајка није имала новца да је школује, али се Драгица својом упорношћу изборила за одлазак на студије. Становала је у Дому студенткиња „Краљица Марија”. Њен брат Раде, који је те године дипломирао на Правном факултету, упознао је са активистима револуционарног студентског покрета којима се одмах прикључила. Убрзо по доласку се укључила у рад Удружења босанскохерцеговачких студената „Петар Кочић”, у оквиру кога је тих година била формирана омладинска секција „Неретва”, која је окупљала студенте из Херцеговине. Била је активна и у културно-уметничкој групи овог удружења, односно у његовом хору који је водио Махмут Бушатлија. У зиму исте године у Београду су 14. децембра 1939. године одржане масовне демонстрације, у којима су учествовали и студенти Београдског универзитета. Пошто је власт упутила полицију и жандармерију на демонстранте избили су сукоби у којима је страдало 10 лица. Драгица је учествовала у демонстрацијама и била ужаснута чињеницом да жандарми пуцају на ненаоружане демонстранте. Приликом растурања демонстрација, један полицијску агент је покушао да је привео, али је успела да му се отргне и побегне.
Почетком 1940. године Драгица је примљена у чланство Комунистичке партије Југославије (КПЈ). Деловала је у партијској ћелији на Филозофском факултету, чији су чланови између осталог били — Љиљана Чаловска, Зијо Диздаревић, Душан Костић, Веселин Мићуновић, Милева Лула Планојевић и др. Током 1940. и почетка 1941. године била је активан члан Акционог одбора стручних студентских удружења на Београдском универзитету. За време студија, одржавала је сталну везу са партијском организацијом у Требињу. За време лета је током распуста боравака у родном месту и активно учествовала у раду партијске организације, а највише на окупљању омладине. У току предратног револуционарног рада, сарађивала је са многим револуционарима, а посебно онима из њеног родног краја. Пријатељ њеног брата Радета и њена велика љубав био је студент права Миро Попара, са којим је сарађивала најпре у Требињу и касније у Београду.

### Народноослободилачка борба
Након војног пуча и обарања Владе Цветковић-Мачек, 27. марта 1941. године Драгица је напустила Београд и вратила се у родни крај, где се одмах повезала са партијском организацијом. У току Априлског рата била је у групи од око тридесетак омладинаца и омладински који су покушали да се добровољно пријаве у Југословенску војску, али су у гарнизону у Требињу одбијени. После капитулације у родни Бијелач дошао је и њен брат Раде. Овде су боравили до 28. маја 1941. године и првих усташких покоља. Уочи усташког напада на село, у коме је похватано и побијено тринаест Срба, Тахир Хаџовић који је био добар пријатељ са Радом и Драгицом, их је благовремено упозорио и они су напустили село. Као познати комунисти, били су на мети хрватских националиста „франковаца”, који су се након стварања Независне Државе Хрватске прикључили усташама. Након овога су прешли код сестре у Дубровник, који се налазио у италијанској окупационој зони, где су остали до напада Немачке на Совјетски Савез, 22. јуна 1941. године. Након напуштања Дубровника, Драгица и Раде су преко Црне Горе дошли на Бегова корита, код села Горњи Ораховац где су боравили у кући Радована Шакотића. Овде су 10. јула 1941. године одржали састанак са групом комуниста, а сутрадан им се овде придружио Асим Зупчевић са којим су се договорили око организовања партијске технике. Потом су отишли у оближње село Нудо, где су се срели са Савом Ковачевићем. Пошто је у међувремену у Црној Гори избио Тринаестојулски устанак, Сава им је дао задатак да раде на рушењу комуникација које су водиле ка Дубровнику и да на сваки начин онемогуће Италијане да своје снаге из приморског појаса упуте на устанике. Након тога Раде и Драгица и други комунисти су почели да обилазе околна села и организују народ. Драгица је деловала на подручју Требињске шуме, где је радила на окупљању омладине.
Крајем августа 1941. године устаничке јединице су отпочеле са првим већим акцијама против усташа — 27. августа код села Моско, на путу Требиње—Билећа разбијен је батаљон 14. домобранског пука који је био упућен угроженом гарнизону у Билећи; истог дана је била заузета жандармеријска станица на Јасену и заплењена већа количина наоружања; 28. августа херцеговачки устаници су уз помоћ црногорских устаника ушли у Билећу, а 31. августа је заузето село Ластва, код Требиња и заплењена већа количина наоружања и др. Почетком септембра усташе јавно признају своју немоћ у борби против устаника, па целокупну војну и цивилну власт на овом подручју предају италијанској војној команди. У овом периоду на терен источне Херцеговине долазе Угљеша Даниловић и Петар Драпшин са задатком да изврше реорганизацију устаничке војске и организују прве партизанске јединице. Тада је укинут Обласни штаб народне војске и формиран Штаб херцеговачких НОП одреда, на чијем су се челу налазили Петар Драпшин, Ђоко Путица и Миро Попара. Крајем септембра 1941. је формиран Окружни комитете КПЈ за источну Херцеговину којим су руководили Миро Попара, као секретар и Пуниша Перовић, као инструктор Покрајинског комитета КПЈ за Црну Гору и Боку.
Као члан Среског комитета КПЈ за Требиње задужен за рад са женама и омладином, Драгица је политички деловала у селима у околини Требиња. Окупљала је жене и омладину и ангажовала их на организовању помоћи Народноослободилачком покрету (НОП). Активно је радила на политичком окупљању омладине и формирању актива антифашистичке омладине и стварању организација Савеза комунистичке омладине Југославије (СКОЈ). Почетком октобра 1941. у селу Пађени, код Билеће одржана је Окружна конференција СКОЈ-а на којој је формиран Окружни комитет СКОЈ-а за источну Херцеговину, у чије је руководство изабрана и Драгица. Након тога је истог месеца био формиран Срески комитет СКОЈ-а за Требиње и за његовог секретара је изабрана Драгица. Овај срески комитет имао је тада око 200 чланова. Средином октобра 1941. године у Десин Селу је одржана Среска конференција КПЈ за Требиње, којој су присуствовали Миро Попара и Сава Ковачевић. Тада је извршена анализа дотадашњег рада и постављени нови задаци, од којих је најважнији био формирање и учвршћивање партизанских јединица. Тада је изабран нови Срески комитет, у који су поред Драгице ушли — Ђоко Скочајић, Владо Шегрт, Заим Хаџовић и Јово Љубибратић. Убрзо након конференције од бораца из требињског и љубинског среза је био формиран Трећи партизански батаљон, у коме је Драгицин брат Раде Правица био постављен за заменика политичког комесара.
Поред рада у Херцеговини, Драгица је одржавала везу и са партијском и скојевском организацијом у Дубровачкој жупи. Везу са секретаром тамошње партијске организације Јаково Капором, Драгица и Раде Правица су успоставили још почетком јула током свог боравака У Дубровнику. Преко села Баонине и Заградиње ишла је веза између дубровачке и требињске партијске организације, којом су на састанке у херцеговину долазили чланови Месног комитета КПЈ за Дубровник, инструктори Покрајинског комитета КПЈ за Далмацију, чланови Окружног комитета КПЈ за јужну Далмацију и др. Они су одржавали везу са Драгицом и Радетом и другим руководиоцима НОБ у јужној Херцеговини. У два наврата током 1941. године Драгица је одлазила у Дубровник на састанке са руководством дубровачке партијске организације. Приликом одлазака облачила је народну ношњу из Дубровачке жупе, тако да на њу нико није сумњао. Драгица је добро обављала ове обавештајне задатке јер је добро познавала терен Дубровника и његове околине, с обзиром да је овде живела. Такође, већина чланова дубровачког партијског руководства били су њени другови из гимназије или са Београдског универзитета.
Крајем 1941. и почетком 1942. учествује у неколико оружаних сукоба са непријатељем. Априла 1942. године постаје члан, а у мају и секретар Окружног комитета КПЈ за Херцеговину. После непријатељске офанзиве на слободну територију у Херцеговини, крајем маја и почетком јуна 1942. године, партизанске јединице повлаче се у западну Босну, а Драгица остаје по партијском задатку у требињском срезу. Убрзо су је ухапсили четници и мучили у затвору Зупци, а затим предали Италијанима. Мучена је у затвору „Казбек“ у Дубровнику од 12. до 16. јуна 1942. године. Италијани, не могавши изнудити признање, враћају Драгицу четницима. У четничком затвору у Љубомиру, крај Требиња, мучена је десетак дана и 27. јуна 1942. године стрељана заједно са са братом Радетом Правицом и Стевом Братићем.

## Народни херој
Указом Председништва Антифашистичког већа народног ослобођења Југославије (АВНОЈ) број 221/45, а на предлог Врховног команданта НОВ и ПОЈ маршала Јосипа Броза Тита, 8. јуна 1945. Драгица Правица је за осведочена херојска дела на бојном пољу и херојско држање пред непријатељем постхумно одликована Орденом народног хероја. Истом одлуком за народног хероја је проглашена и Радојка Лакић (1917—1941), студенткиња Филозофског факултета. Оне су међу првим борцима Народноослободилачке војске одликоване највишим одликовањем за храброст. Драгица је пета жена народни херој Југославије.
Године 1953. посмртни остаци Драгице Правице и њеног брата Радета су сахрањени у спомен-гробници палих бораца и жртава фашизма у Требињу. Изнад гробнице подигнут је монументални споменик, рад вајара Нандора Глида. Споменик представља композицију од пет бронзаних фигура партизанских бораца, у чијој се средини налази фигура девојке-борца која симболизује Драгицу Правицу.
Од 1961. до 2002. године њено име носила је основна школа у београдском насељу Звездара, али се она услед све мањег броја ученика спојила са основном школом „1300 каплара”. У дворишту ове школе, на двадесету годишњицу смрти 8. јуна 1962. године је откривена њена бронзана спомен-биста. Улице са њеним именом постоје у Србији у Зрењанину, Крагујевцу и селу Клек, код Зрењанина и у Црној Гори у Никшићу.